# Gewoon sneeuwklokje
Het gewoon sneeuwklokje (Galanthus nivalis) is een bolgewas uit de narcisfamilie (Amaryllidaceae). De plant is afkomstig uit Zuid-Europa en in de Lage Landen sinds de achttiende eeuw plaatselijk ingeburgerd, oorspronkelijk vooral als stinsenplant. Hij wordt veel aangeplant en verwildert gemakkelijk.
De geslachtsnaam Galanthus is een samenstelling van Oudgrieks γάλα, gala (melk) en ἄνθος, anthos (bloem), nivalis betekent: in of bij de sneeuw groeiend.

## Uiterlijke kenmerken
Gewone sneeuwklokjes kunnen tot 20 cm hoog worden; de bollen zijn 1,5 tot 2,5 cm groot. De bloemen hebben elk een eigen bloemstengel en hangen van de top van deze stengel naar beneden (een knikkende bloem). De planten groeien vaak in pollen.

### Bladeren
De meestal twee lijnvormige, wortelstandige bladeren zijn blauwachtig groen en 1,4 - 1,8 cm breed. De bladrand is gaaf.

### Bloemen

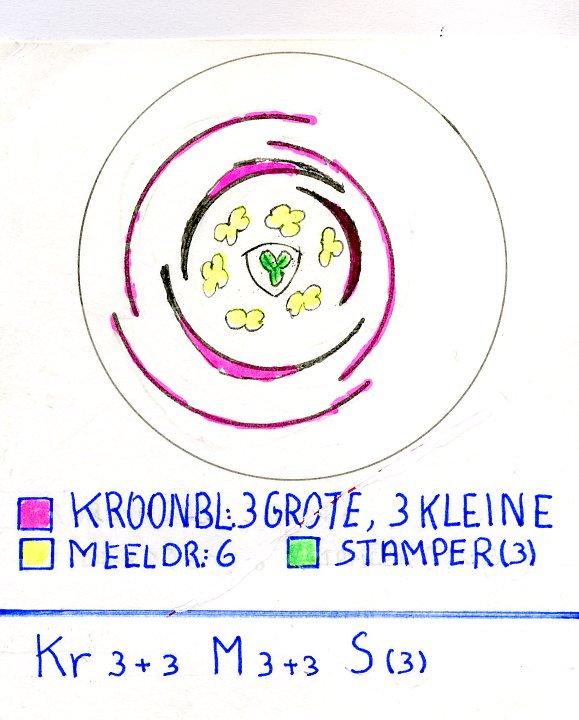
bloemdiagram

Sneeuwklokjes bloeien in februari en maart, soms in april of mei . De planten zijn tweeslachtig (een bloem heeft zowel mannelijke als vrouwelijke geslachtsorganen). Elke bloeistengel draagt vroeg in het voorjaar één knikkende bloem. De bloem van het gewoon sneeuwklokje heeft zes bloemdekbladeren. De buitenste drie bloembladen zijn wit met geel, langwerpig en 1,4-1,8 cm lang. De binnenste drie zijn half zo lang, omgekeerd hartvormig-eirond, uitgerand en met een groene vlek aan de top. Aan de binnenkant ziet men groene hoogtestrepen. De stijl is priemvormig met een niet gedeelde stempel.
De bloem lijkt wit doch is feitelijk kleurloos. Een fijngeknepen bloemblad blijkt glashelder te zijn, doordat de luchtbelletjes tussen de bladcellen dan weggeperst zijn. Het is deze lucht die het invallende licht in alle richtingen weerkaatst, waardoor het als wit wordt waargenomen.
De bloei vroeg in het jaar lijkt ongunstig voor insectenbezoek en dus voor kruisbestuiving, maar blijkt niet onmogelijk. Honingbijen en hommels halen bij gunstig weer al vanaf februari uit sneeuwklokjes een licht oranjekleurig stuifmeel en zelfs een kleine hoeveelheid nectar.

### Bloemformule
Bloemformule van Sneeuwklokje (Galanthus): * P3+3 A3+3 G(3)

### Zaad en vrucht
De doosvrucht van het gewoon sneeuwklokje is eivormig en vlezig. Het plantje is eenzaadlobbig, kiemend met een kiemblaadje.
Indien er zaden wordt gevormd kan dat door mieren worden versleept, omdat er een mierenbroodje aan zit. In de Benelux treedt echter gewoonlijk geen vruchtzetting op. In Midden- en Zuid-Europa vliegen vroeg in het jaar meer insecten en kan gemakkelijker vruchtzetting optreden. Veruit de belangrijkste vorm van vermeerdering gaat via ongeslachtelijke voortplanting: de vermeerdering van de bollen. Waar zij eenmaal groeit kan zij zich gemakkelijk handhaven.

### Herkenning

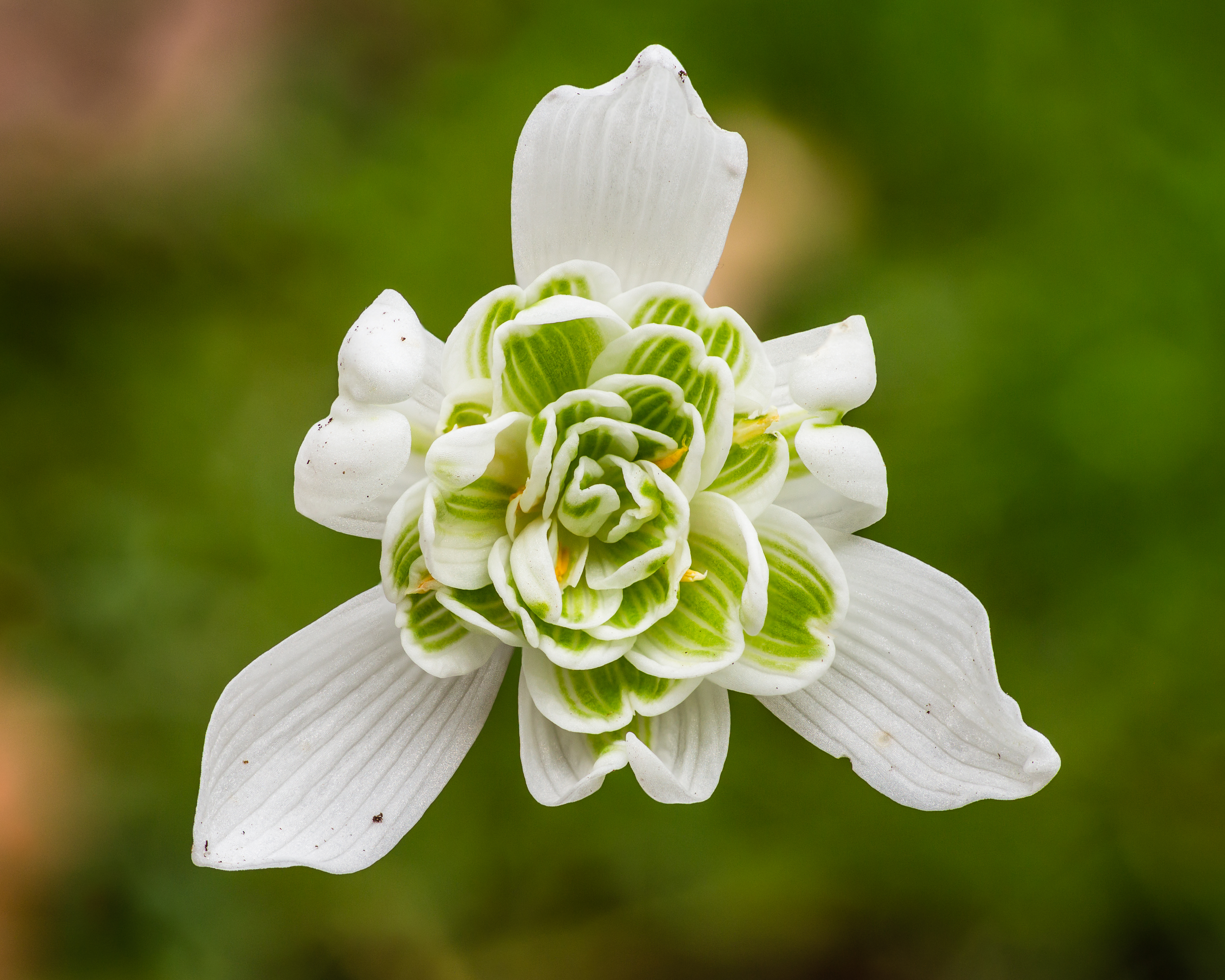
dubbelbloemig Sneeuwklokje.

Ten opzichte van diverse cultivars is het oorspronkelijke gewoon sneeuwklokje aan de smalle, grijsgroene bladeren goed te herkennen. Ook andere soorten uit het geslacht Galanthus worden toegepast in tuinen. De wilde vorm groeit vaak samen met gecultiveerde vormen.

## Microscopische foto's

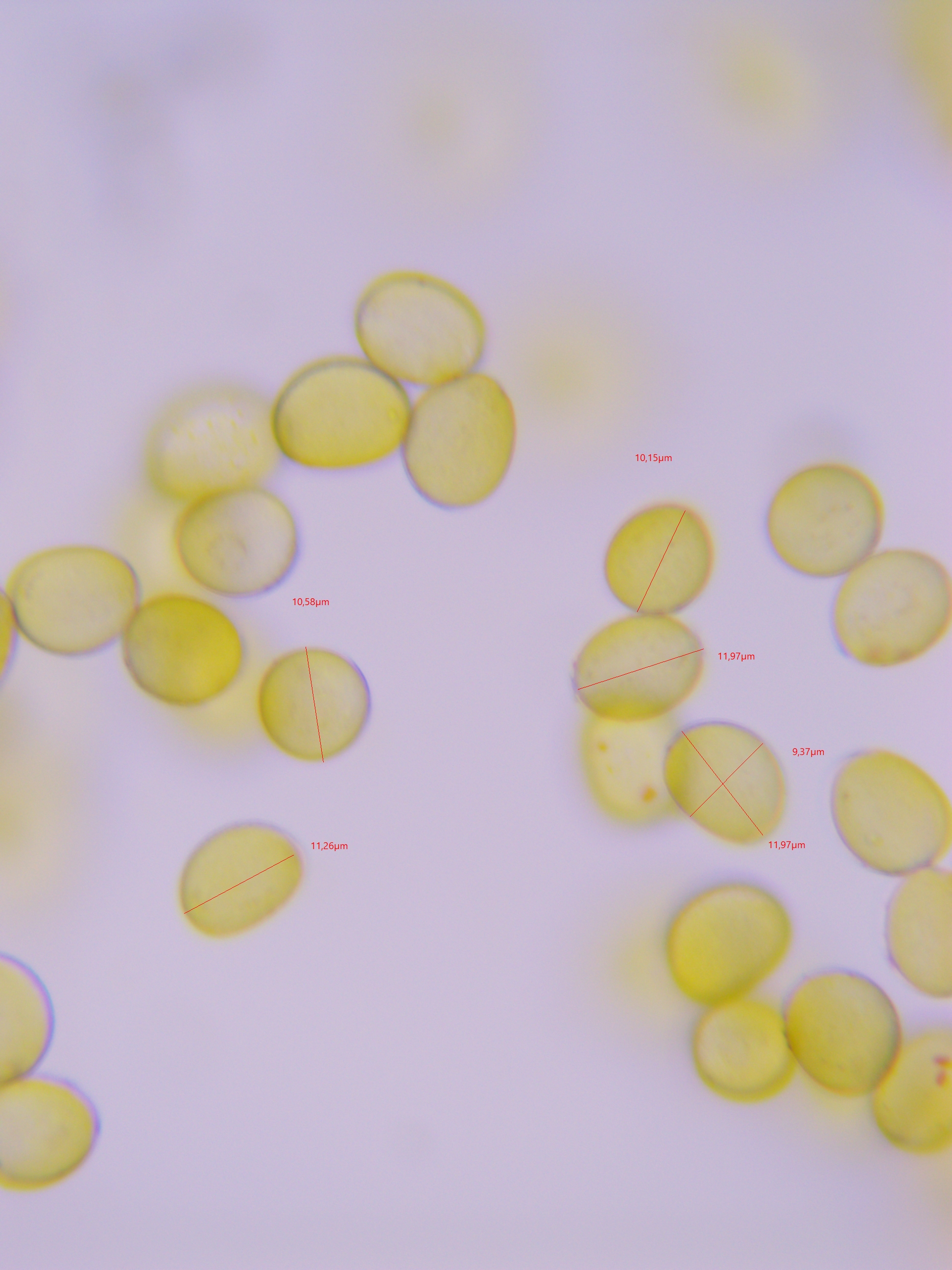
Stuifmeel van Gewoon sneeuwklokje
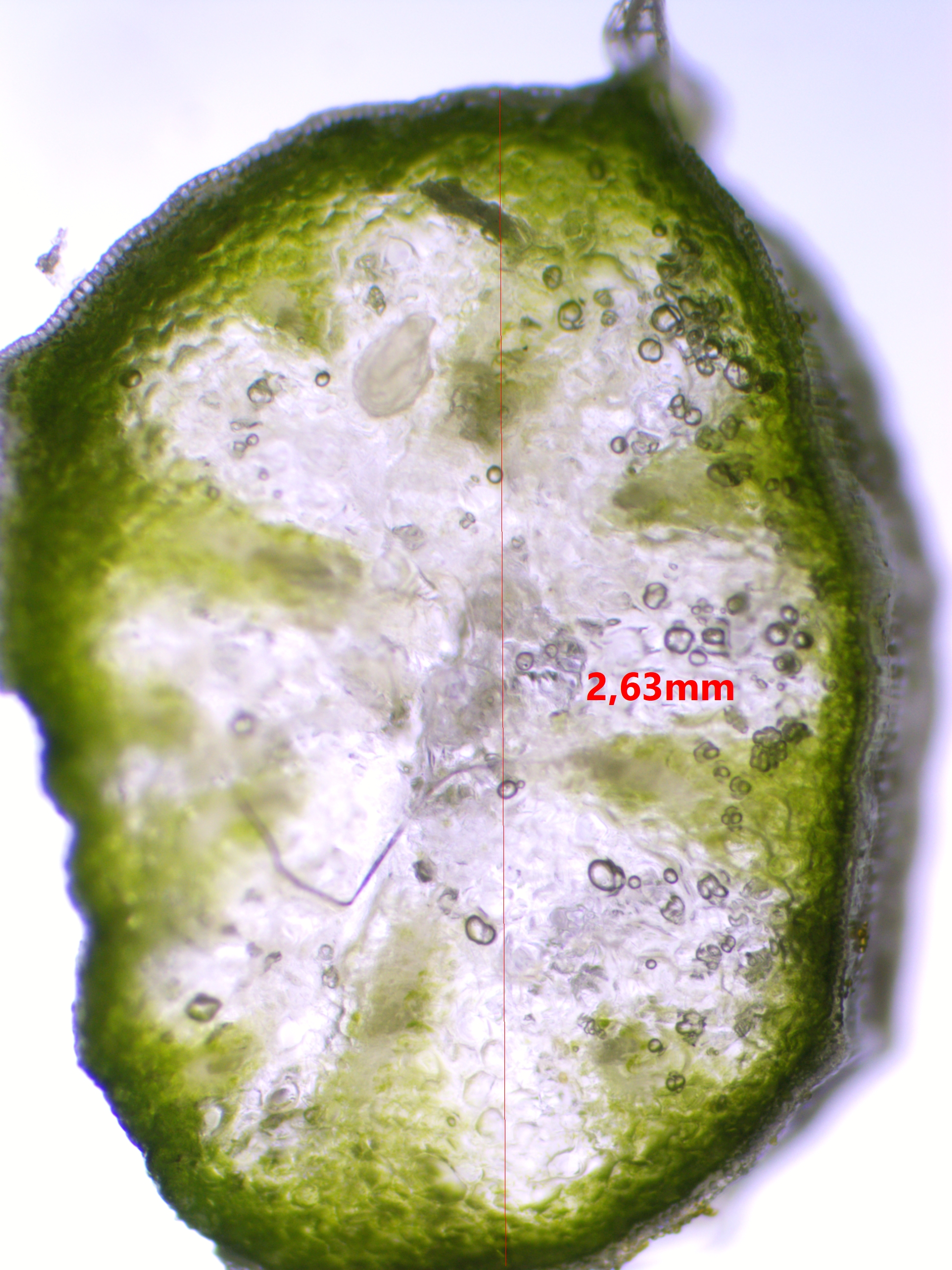
Dwarsdoorsnede van stengel van Gewoon sneeuwklokje
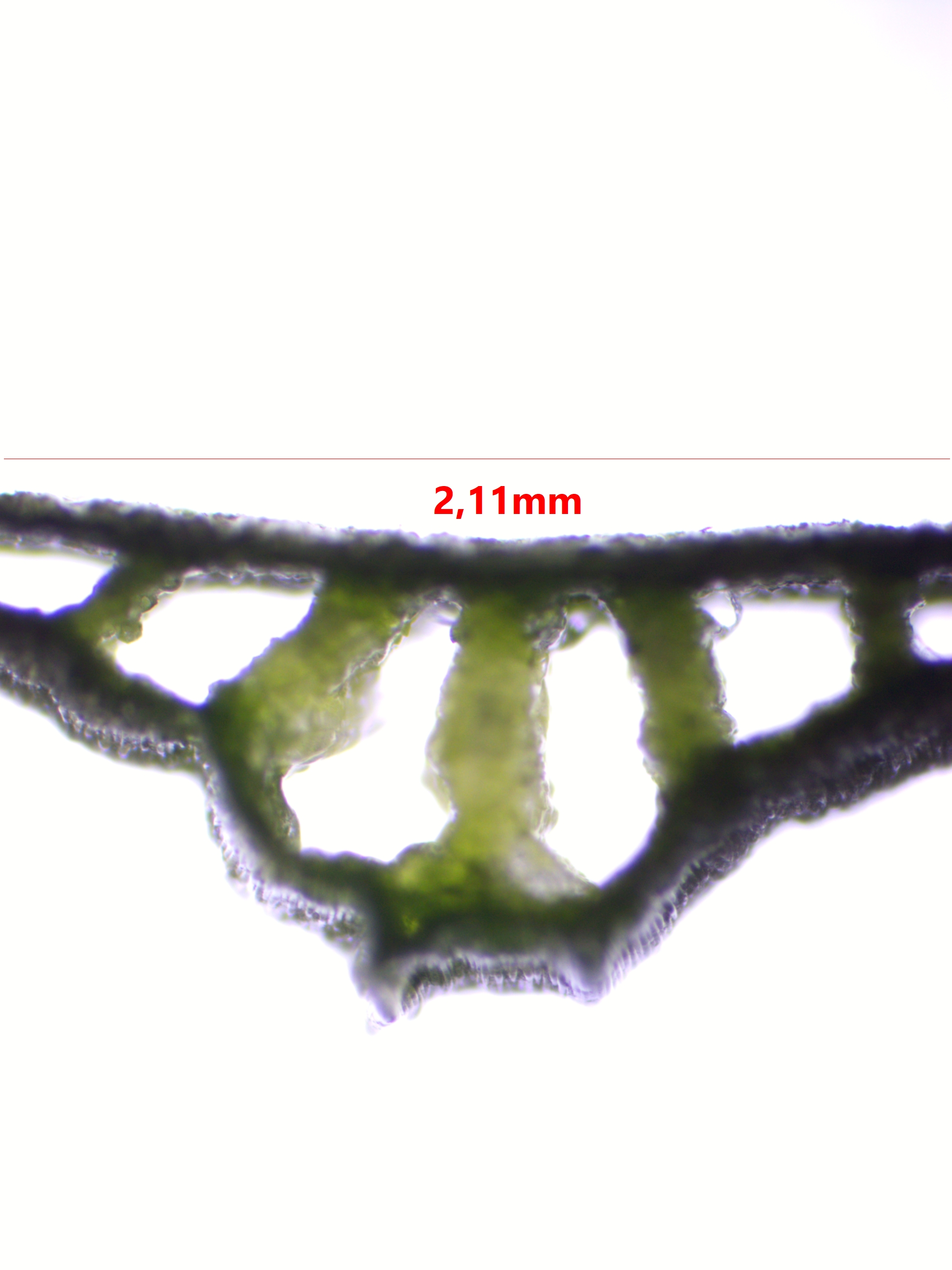
Dwarsdoorsnede blad Gewoon sneeuwklokje
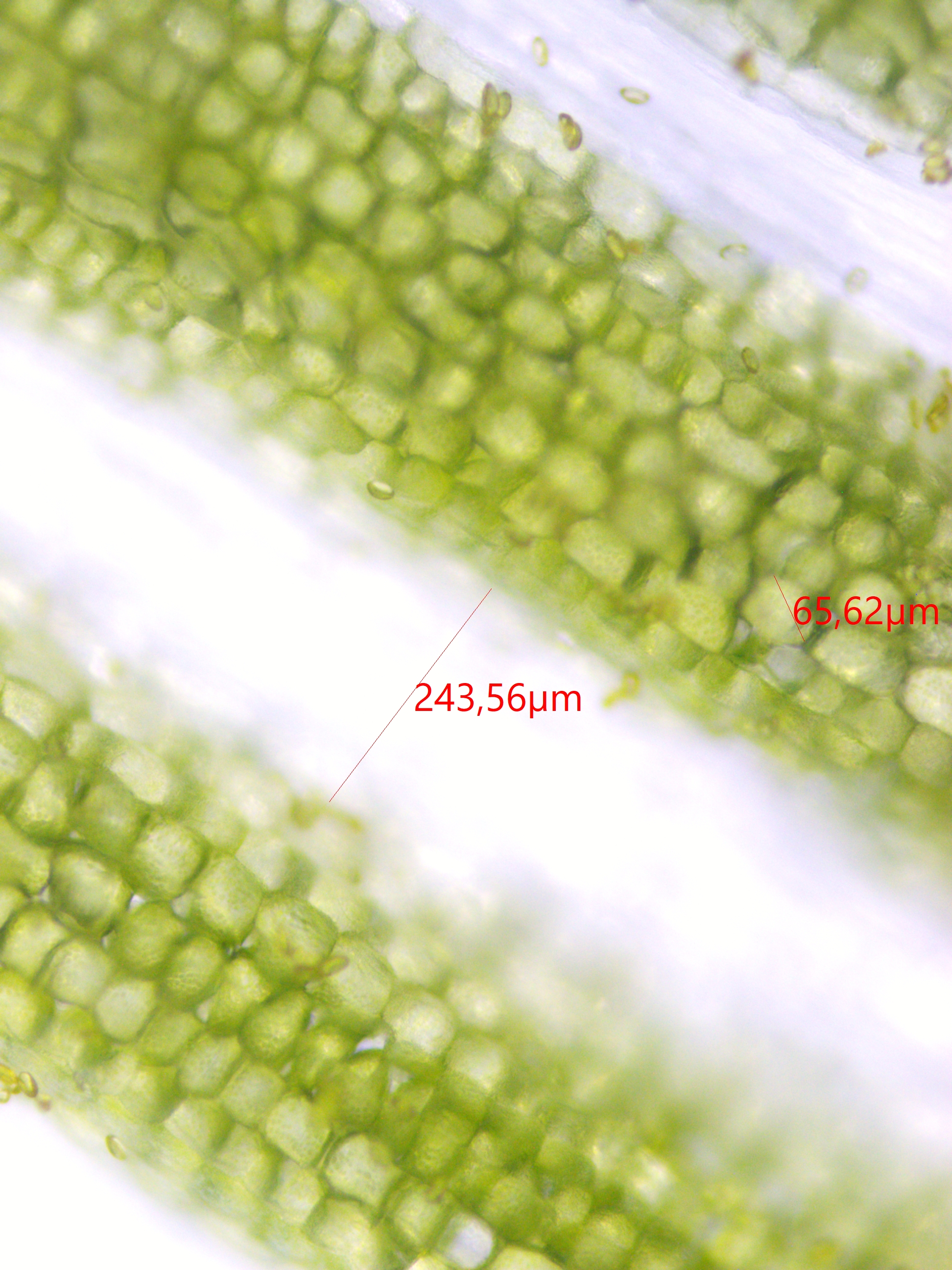
Microscopische foto kroonblad Gewoon sneeuwklokje
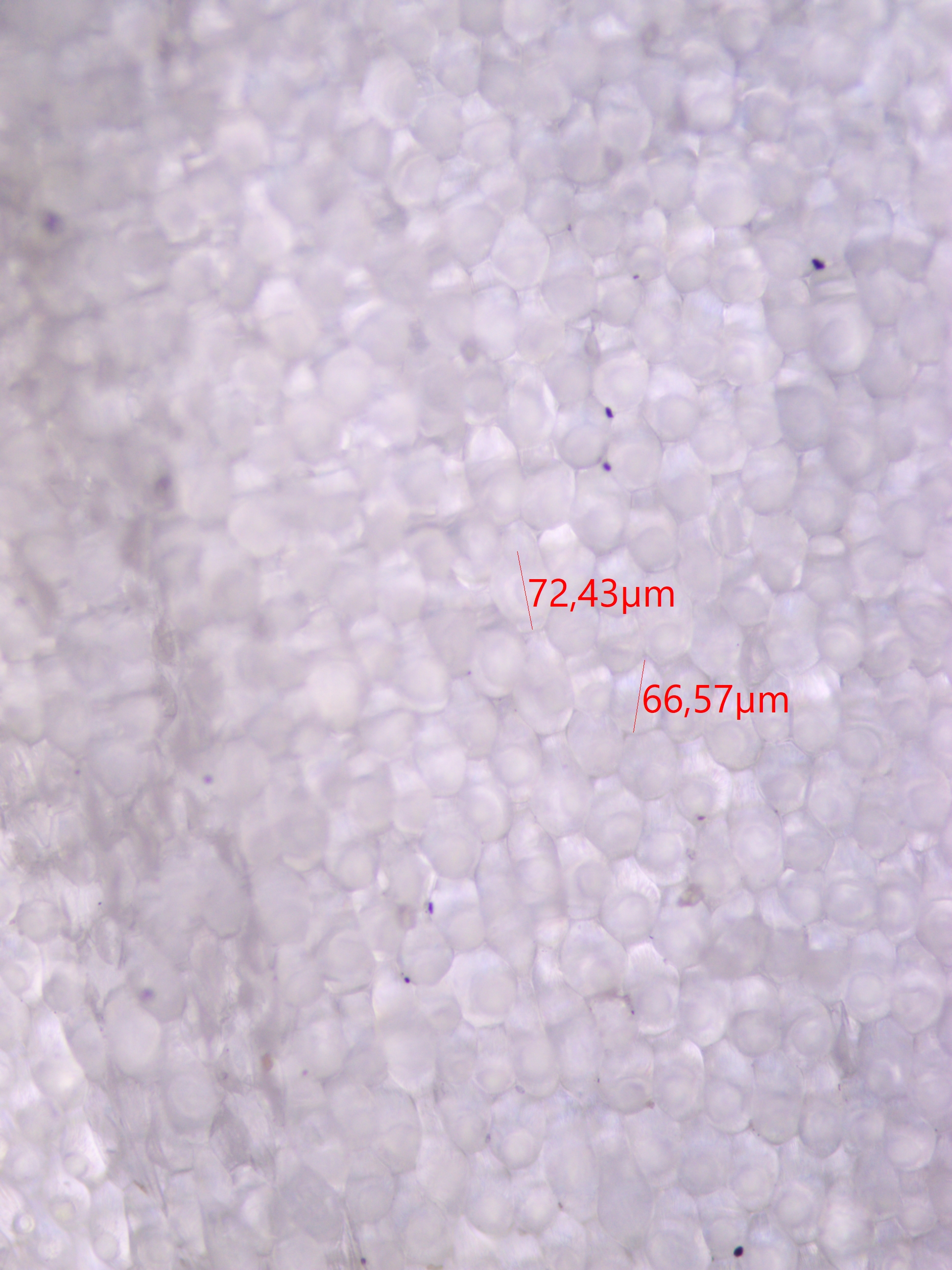
Microscopische foto kelkblad gewoon sneeuwklokje

## Ecologie
Gewoon sneeuwklokje is een vaste plant, die zich vooral voortplant door bolletjes.
Bodem: Licht beschaduwde of soms zonnige plaatsen op vochtige, matig voedselrijke tot voedselrijke, zwak zure tot iets kalkhoudende, humeuze grond (klei, leem, zavel, laagveen en zand).
Groeiplaats: Bossen (loofbossen, landgoedbossen, parkbossen en beek- en rivierbegeleidende loofbossen), hakhout, boomgaarden, hagen, struwelen, oude tuinen en boerentuintjes, grasland, waterkanten (beekoevers) en dijken.

## Verspreiding
Oorspronkelijk uit Zuidwest-Azië, Zuidoost-, Zuid- en Midden-Europa, westelijk tot in Noordwest-Spanje, noordelijk tot in Normandië (Frankrijk).
Nederland: vrij algemeen als stinsenplant.
Vlaanderen: vrij zeldzaam, al sinds lang ingeburgerd, maar plaatselijk zeer zeldzaam of ontbrekend.
Wallonië: vrij zeldzaam tot zeldzaam, maar (vrijwel) niet in de Ardennen.

## Taxonomie
Er worden door de Flora van België, het Groothertogdom Luxemburg, Noord-Frankrijk en de aangrenzende gebieden twee variëteiten onderscheiden:
- Galanthus nivalis var. nivalis waarvan alleen de binnenste drie bloemdekbladen een groene of gele vlek aan het uiteinde hebben.
- Galanthus nivalis var. scharlockii waarvan alle bladen een groene of gele vlek hebben.

## Plantengemeenschap

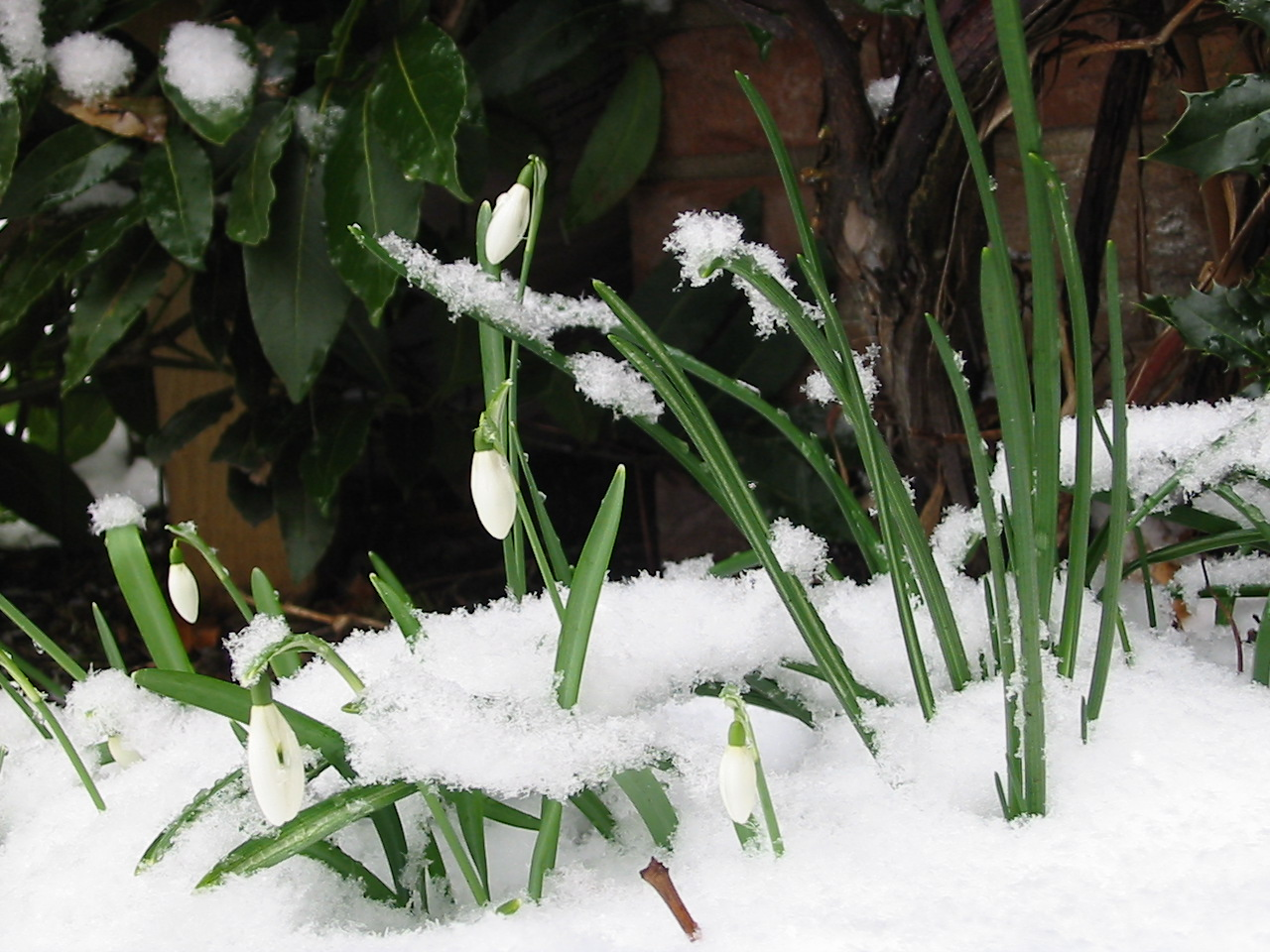
Sneeuwklokjes in de sneeuw

Het sneeuwklokje is een kensoort voor het onderverbond Ulmenion carpinifoliae van het verbond van els en gewone vogelkers (Alno-padion).

## Eli Heimans over het sneeuwklokje
Geen mens groot of klein, die niet weet dat er sneeuwklokjes in de wereld zijn...— 
In 1896 begon Eli Heimans zijn eerste artikel in De Levende Natuur met deze introductie. Het plantje dat de lente inluidt is "een dankbaar voorwerp om te bedichten". En de versjes waarin de naam van de plant genoemd worden, hebben zeker bijgedragen aan de populariteit in de bloemenhandel. Heimans riep dan ook op om zelf te gaan zoeken. Hij beschreef allerlei eigenschappen van de plant en de bol, en hij verklaarde hoe het plantje zich weet te handhaven in het vroege voorjaar. Hij beschreef hoe uit de bolletjes, die in september nog "dor en droog en dood" leken, al in januari groene blaadjes tevoorschijn komen en hoe in februari de bloemknop zich vertoont. Ook vertelde hij dat er al vroeg bijen en vliegen op de tere en sierlijke bloempjes afkomen en beschrijft hij ook de bevruchting en de vorming van zaad.

## Gebruik
Sneeuwklokjes worden veel toegepast als tuinplant in veel tuinen in West-Europa. Het geldt als een vroege voorjaarsbode. De teelt van sneeuwklokjes duurt een aantal jaren en daarom werd het verbouwd in sneeuwklokjesbossen, waar ze van tijd tot tijd werden geoogst. Dit gebeurde onder meer op het eiland Texel, waar ook nu nog veel sneeuwklokjes in de bossen te vinden zijn. Voor de teelt op Texel werden bolletjes uit bossen in Frankrijk gehaald. Met deze bolletjes zijn ook andere soorten meegekomen die zich hebben weten te handhaven, zoals de fertiele vorm van gewoon speenkruid.
Galantamine, een alkaloïde die voorkomt in het gewoon sneeuwklokje, wordt gebruikt als geneesmiddel bij sommige stadia van de ziekte van Alzheimer.
Sneeuwklokjesbollen zijn giftig.
... · 
G. caucasicus (Kaukasisch sneeuwklokje) · 
G. elwesii (Groot sneeuwklokje) · 
G. nivalis (Gewoon sneeuwklokje) · 
...